# Spectroscopie

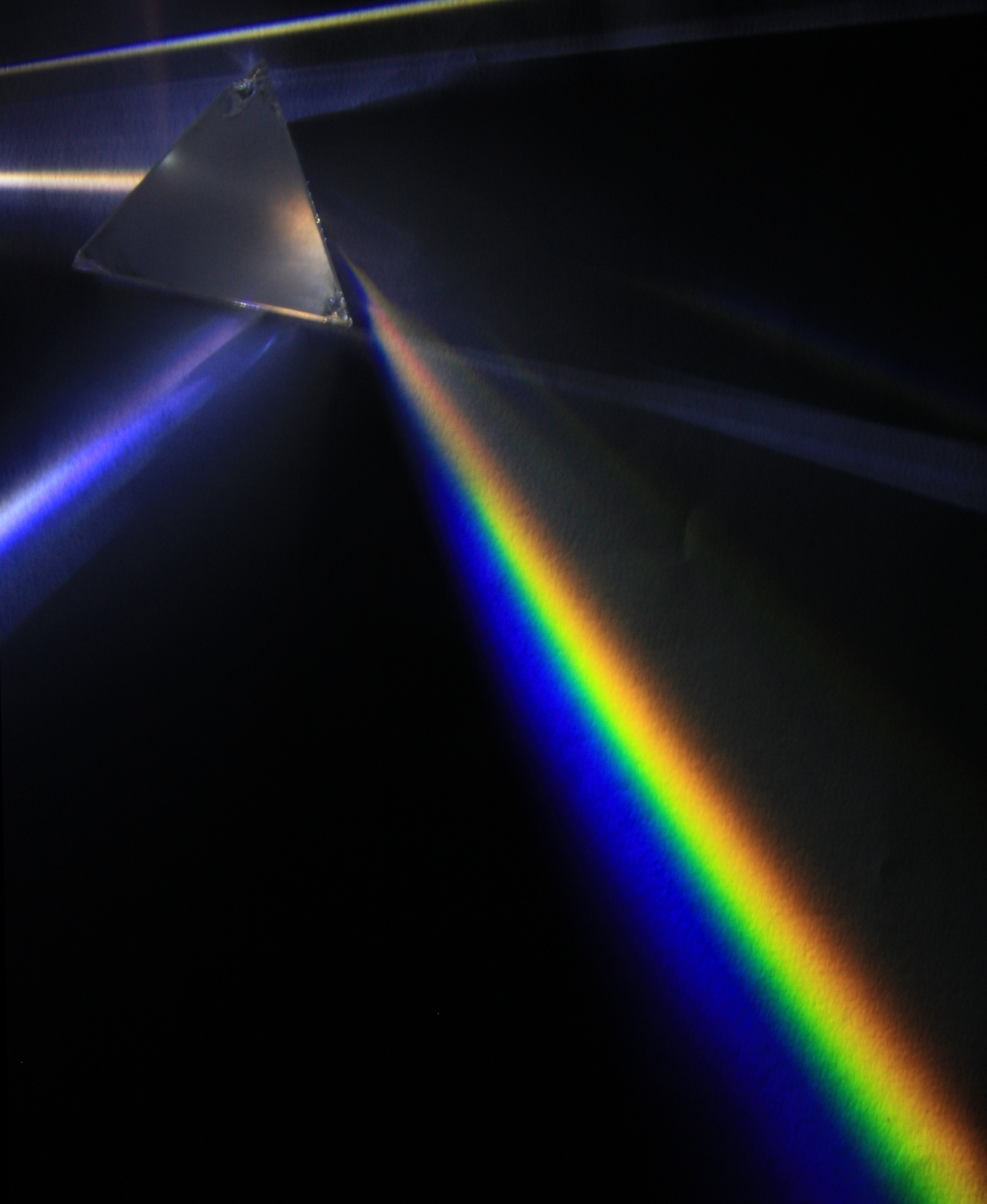
Analiza luminii albe cu ajutorul dispersiei printr-o prismă este un exemplu de spectroscopie.

Spectroscopia este o ramură a fizicii care se ocupă cu studiul metodelor de obținere a spectrelor, precum și cu măsurarea și interpretarea acestora.
Spectroscopia studiază spectrul radiației electromagnetice , oferind informații asuopra nivelurilor energetice, asupra structurii și proceselor care se produc în molecule , în atomi etc.
Spectrul unei radiații electromagnetice se obține prin descompunerea ei într-un aparat spectral (spectroscop, spectrograf cu prismă, cu rețea etc) și constă dintr-o succesiune de imagini ale fantei de intrare, formate de diferitele radiații monocromatice ale luminii incidente. 
Pentru studiul spectrelor, spectroscopia folosește metode vizuale, fotografice și fotoelectrice. În funcție de domeniul spectral al undelor electromagnetice și de aparatura folosită, există ramurile: 
- spectroscopie optică (pentru domeniul vizibil, ultraviolet și infraroșu),
- spectroscopia radiației X, spectroscopia radiației gamma, spectroscopia hertziană (pentru undele hertziene și milimetrice);
- spectroscopia alfa și spectroscopia beta se ocupa cu studiul spectrelor energetice ale radiațiilor alfa, respectiv beta.

După natura sistemului cuantic emițător (atom, moleculă, nucleu), spectroscopia se clasifică în spectroscopie atomică, moleculară și nucleară.

## Spectroscopie optică
Analiza spectrala a luminii emise sau absorbite de un corp, spectroscopia optică, permite identificarea elementelor componente, stabilirea concentrației, determinarea structurii. Utilitatea spectroscopiei este demonstrată de larga răspândire a acestei metode: fizică, chimie, biologie, farmacie, medicină, geologie, astrofizică, știința materialelor, protecția mediului. În afară de multitudinea de aplicații practice, spectroscopia a avut o evoluție strâns legată de evoluția fizicii fundamentale. Multe din marile progrese ale fizicii secolului al XX-lea se datorează creșterii preciziei în măsurarea spectrelor optice ale celor mai simpli atomi: atomul de hidrogen și, respectiv, cel de heliu.

## Spectroscopie astronomică
Spectroscopia astronomică, ramură a spectroscopiei, este unul din principalele mijloace folosite de astrofizicieni la studierea Universului.

## Tipurile de spectroscopie
| Domeniul lungimii de undă | Lungimea de undă          | Tip de spectroscopie                                          |
| ------------------------- | ------------------------- | ------------------------------------------------------------- |
| Radiofrecvență            | > 100 µm                  | Spectroscopie a rezonanței magnetice nucleare                 |
| Microunde                 | > 30 µm                   | Rezonanță paramagnetică electronică                           |
| Microunde                 | > 30 µm                   | Rezonanță feromagnetică                                       |
| Infraroșu                 | de la 1 la douăzeci de µm | Spectroscopie în infraroșu                                    |
| Infraroșu                 | de la 1 la douăzeci de µm | Spectroscopie aproape de infraroșu                            |
| Infraroșu                 | de la 1 la douăzeci de µm | Spectroscopie vibrațională                                    |
| Infraroșu                 | de la 1 la douăzeci de µm | Spectroscopie rotațională                                     |
| Vizibil și ultraviolet    | ×102 nm                   | Spectroscopie ultraviolet-vizibil                             |
| Vizibil și ultraviolet    | ×102 nm                   | Spectroscopie de fluorescență                                 |
| Vizibil și ultraviolet    | ×102 nm                   | Spectrofotometrie                                             |
| Vizibil și ultraviolet    | ×102 nm                   | Spectroscopie Raman                                           |
| Vizibil și ultraviolet    | ×102 nm                   | Spectroscopie Brillouin                                       |
| Vizibil și ultraviolet    | ×102 nm                   | Spectroscopie de corelație de fluorescență                    |
| Raze X                    | < 100 nm                  | Spectrometrie de absorbție a razelor X                        |
| Raze X                    | < 100 nm                  | EXAFS, XANES                                                  |
| Raze X                    | < 100 nm                  | Spectrometrie de fluorescență X clasică și în reflexie totală |
| Raze X                    | < 100 nm                  | Microsonda Castaing                                           |
| Raze gamma                |                           | spectrometrie gamma                                           |
| Raze gamma                | Spectrometrie Mössbauer   |                                                               |